# Марко Рівера
Марко Рівера (20 квітня 1983) — іспанський плавець.
Учасник Олімпійських Ігор 2004, 2008 років.